# 実業学校

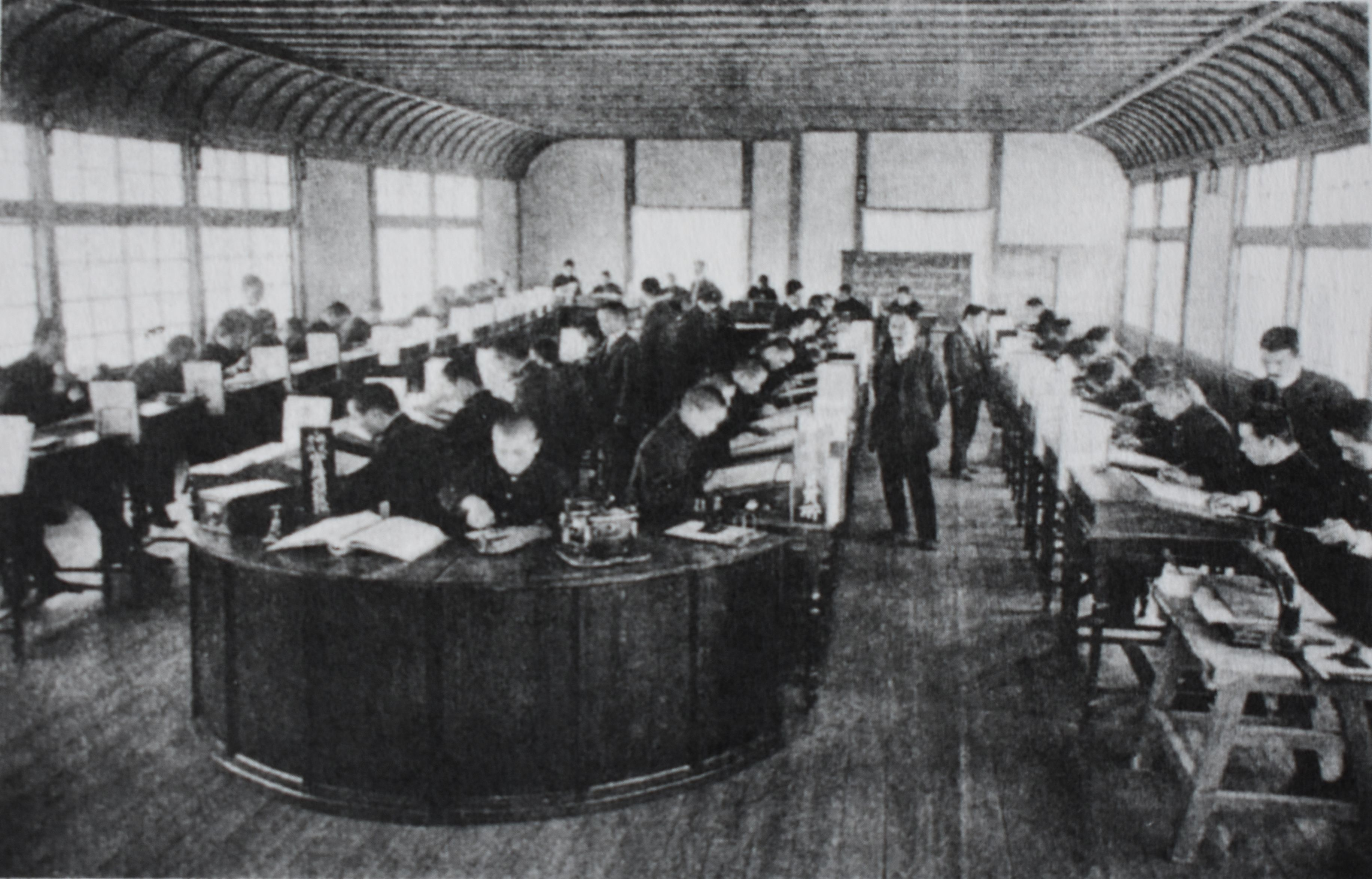
甲府商業学校（明治40年代）

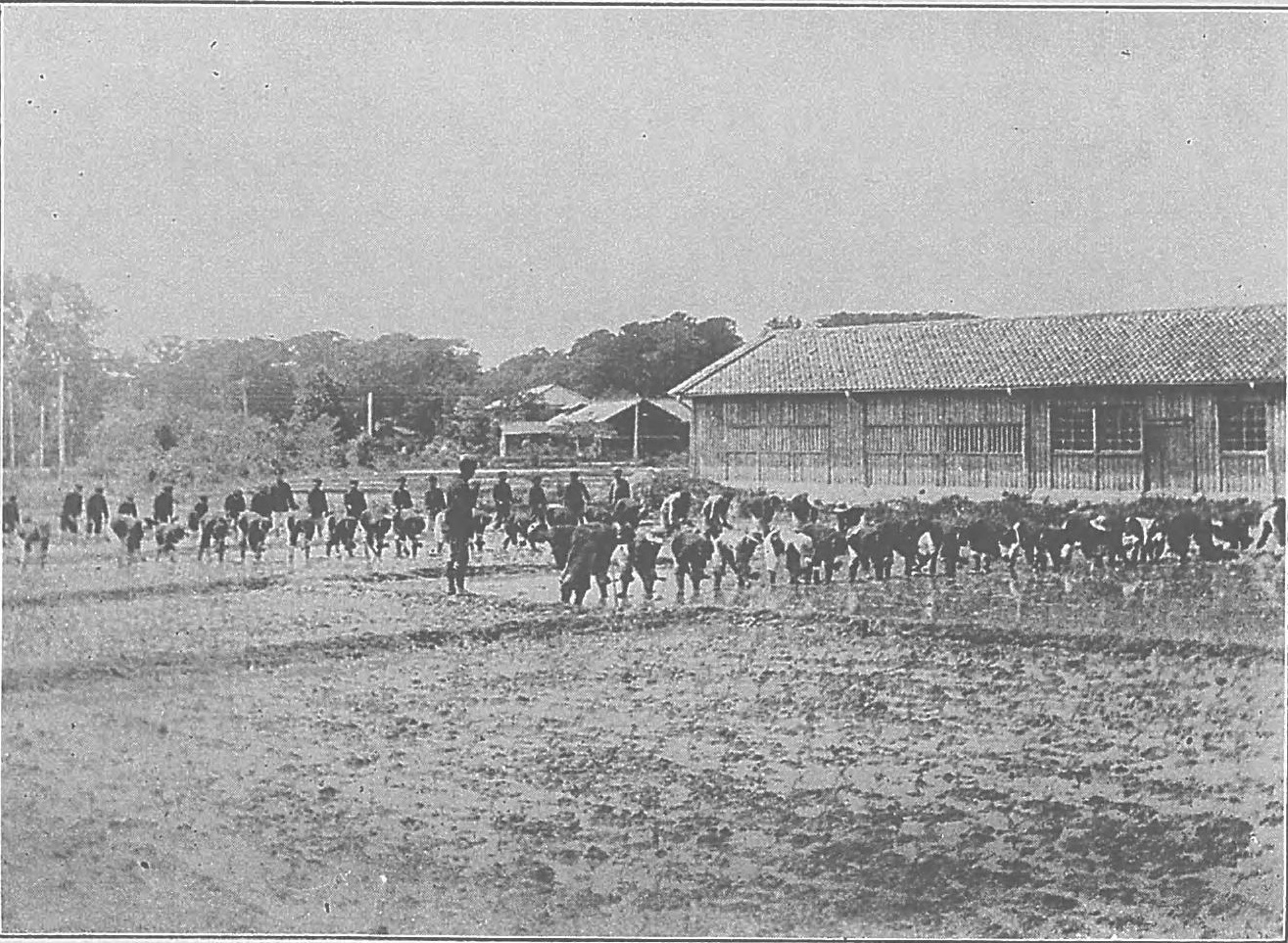
富山県立農学校実習風景（1909年）

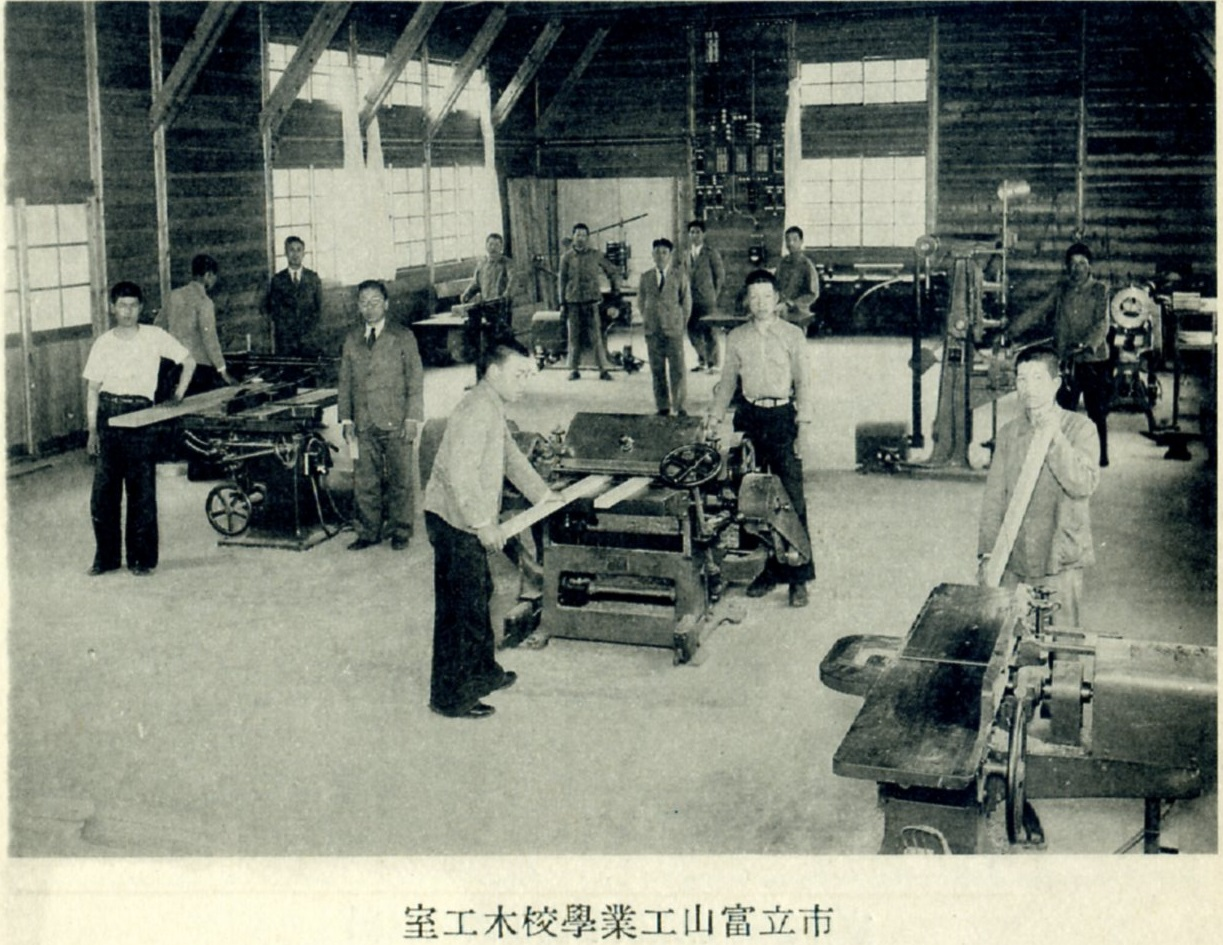
市立富山工業学校木工室（1939年）

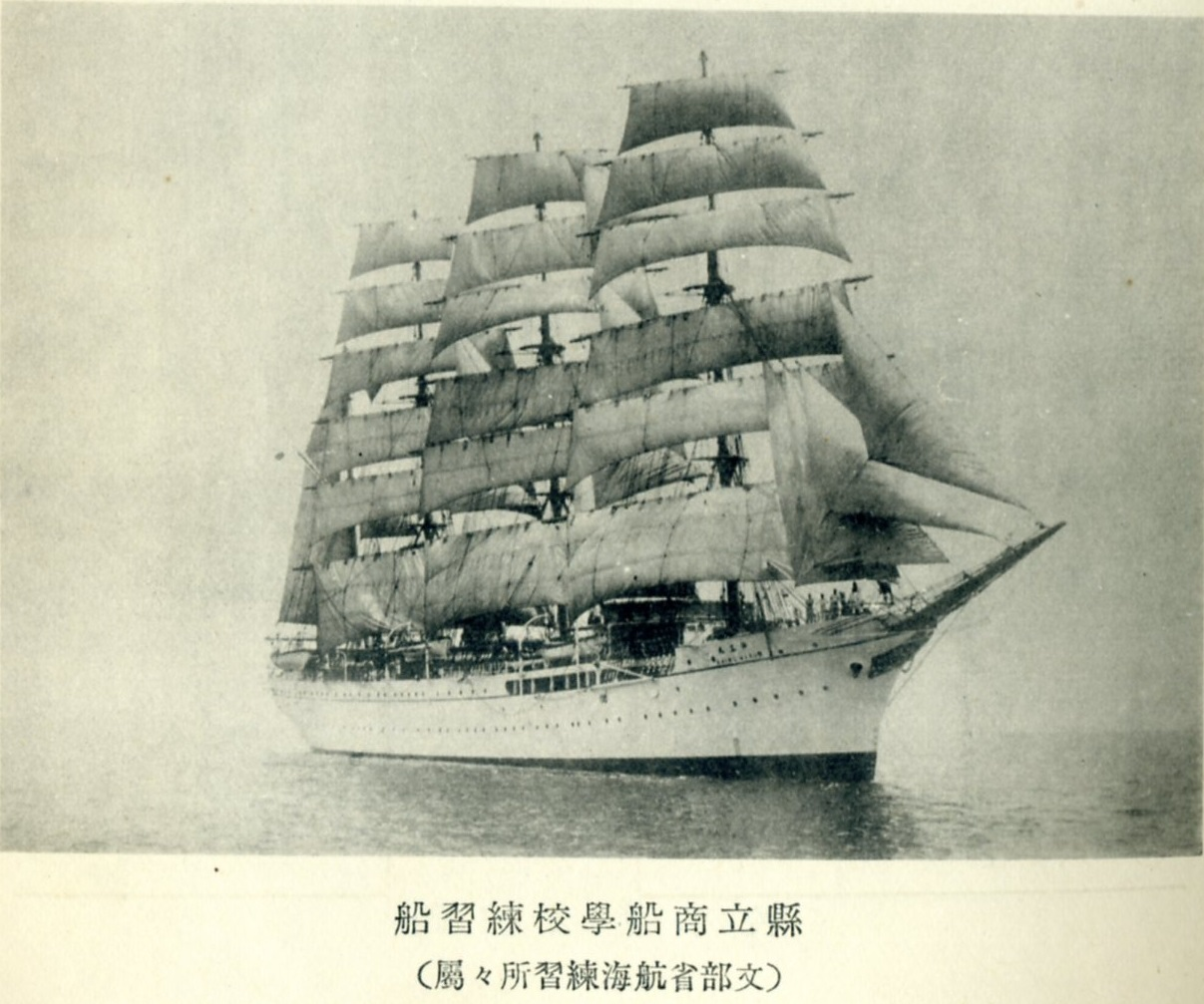
富山県立商船学校練習船（1939年）

実業学校（じつぎょうがっこう、旧字体：實業學校󠄁、英語: Vocational School）とは、現在の学校教育法に基づく制度が実施される前のかつての日本で、義務教育修了者に対して中等教育相当の職業教育を行っていた学校のことである。教育を行う職業教育に応じ、「農学校・農林学校」「工業学校」「商業学校・実業学校」「商工学校」などと呼称した。現在の商業高等学校・工業高等学校・農業高等学校・実業高等学校・総合高等学校などの前身となっている。

## 概要
実業学校は、日本において、明治時代から昭和時代前期にかけて学校教育法に基づく現代の中学校や高等学校に代わられるまで存在し、男女別学であった。高等普通教育（現在の高等学校、中等教育学校の後期課程などで行われている教育に相当）および職業教育を行っており、現在の職業高等学校に相当した。新制中学校における職業・家庭科、のちの技術・家庭科も教育内容を引き継いでいる。
入学資格は尋常小学校（後に国民学校初等科に移行）を卒業していることであった（愛知県立新城農蚕学校のように国民学校（小学校）高等科1年修了を資格とした学校や、高等小学校卒業を資格としていた学校も多かった）。修業年限は5年。1941年（昭和16年）に制定された中等学校令（昭和18年勅令第36号）によって、旧制中学校と共に中等学校の一種とされたが、戦後の学制改革まで上級学校への進学に旧制中学校とは格差があった。
実業学校と類似の学校には、女子に対して普通中等教育を行った高等女学校、男子に対して普通中等教育を行った旧制中学校があったが、旧制中学校は設置数が限られたため、旧制中学誘致を断念させる代償として実業学校を設置させた地方も多かった。
新制高等学校は原則共学となったため旧制中学誘致がかなわず実業学校しか誘致できなかった地方で、ようやく普通中等教育を行う学校が設置された所も多かった。
戦後直後は高校三原則（愛知県周辺では“ジョンソン旋風”と呼称された）により、旧制の実業学校を母体に、総合制高校の職業系学科を設置した高校が多かった。また、旧制中学校や高等女学校と統合して、総合制を実現した学校が多かった。しかし、昭和20年代後半から旧制の実業学校のような、職業系学科を単独で置く職業高校が復活し始めた。
結局は中小規模の高校を除いて、普通科単置の高等学校と、商業高等学校・工業高等学校・農業高等学校などに分離して、実業教育は専門高校が担うこととなった。学制改革当初の総合制は頓挫したものの、1994年度から『普通科と職業系学科とを総合するような新たな学科』として高校に総合学科が設けられた。

## 進路
実業学校を経ると後に旧制専門学校になる高等実業学校や私立大学予科に進学する生徒もいたが、多くは就職し、地域の農業指導者、技能労働の指導監督者や商業従事者といった社会の中堅となる人が多かった。
1947年に現在の中学校制度ができると実業学校の多くは募集停止となり、1948年4月に現在の高等学校制度が発足すると、実業学校2年生の生徒は暫定的に後身高校の附属（新制）中学校の生徒となり、3年生は後身の高等学校へ進級、卒業者の内の希望者は後身高校へ編入した。

## 沿革
- 1872年9月4日（明治5年8月2日）- 学制が公布される。
  - 中等・高等教育段階における実業教育についての方策が明らかにされたが、実業学校に関する詳細な規定はなかった。
- 1879年（明治12年）9月29日 - 教育令が公布される。
- 1880年（明治13年）12月28日 - 改正教育令（第2次教育令）が公布される。
  - 従来の学校の種類（小学校・中学校・大学校・師範学校・専門学校）に農学校・商業学校・職工学校が加わる。
  - 農学校を「農耕の学業を授ける所」、商業学校を「商売の学業を授ける所」、職工学校を「百工の職芸を授ける所」と規定しただけで、この時点でも詳細な規定はなかった。
- 1883年（明治16年）4月11日 - 農学校通則が公布される。（中等教育機関としての実業学校を制度化した最初の規定）
- 1884年（明治17年）1月11日 - 商業学校通則が公布される。
  - 農学校通則・商業学校通則の内容・特徴 - 2つの課程を設置。
    - 第一種 - 入学資格を15歳以上で小学中等科卒業の学力を有する者、修業年限を2年とする。
    - 第二種 - 入学資格を16歳以上で初等中学科卒業の学力を有する者、修業年限は3年とした。（のちに実業専門学校となる。）
- 1890年（明治23年）10月7日 - 小学校令（明治23年勅令第215号）で徒弟学校と実業補習学校が小学校の種類として規定される。
- 1893年（明治26年）11月22日 - 実業補習学校規程（文部省令第16号）が公布される。
- 1894年（明治27年）6月12日 - 実業教育費国庫補助法（法律第21号）が公布される。
- 1899年（明治32年）
  - 2月7日 - 実業学校令が公布される。
    - 「工業・農業・商業等の実業に従事する者に対して必要な教育を施す機関」と規定。
    - 「工業学校（徒弟学校[注釈 1]を含む）・農業学校・商業学校（蚕業学校・山林学校・獣医学校・水産学校などを含む）・商船学校および実業補習学校[注釈 1]」の5種類に分類。
    - 設置者を北海道府県（公立）、または私人（私立）とする。

  - 2月25日 - 実業学校令に基づき、「工業学校規程」（文部省令第8号）・「農業学校規程」（9号）・「商業学校規程」（10号）・「商船学校規程」（11号）が制定。
    - 工業学校
      - 修業年限を3年（4年に延長可能）、入学資格を14歳以上で高等小学校卒業程度とする。
      - 予科、専攻科（それぞれ2年以内）を設置することができる。

    - 農業学校・商業学校・商船学校 - 甲種と乙種に分ける。
      - 甲種 - 修業年限を3年（4年に延長可能）、入学資格を14歳以上で高等小学校卒業程度とする。
        - 甲種農業学校は予科・専攻科・補習科（それぞれ2年以内）の設置が、甲種商業学校は予科・専攻科・専修科（それぞれ2年以内）の設置が、甲種商船学校は予科・専修科（それぞれ2年以内）の設置が可能。

      - 乙種 - 修業年限を3年以内（商船学校は2年以内）、入学資格を12歳以上で高等小学校2年修了程度とする。
- 1901年（明治34年）12月28日 - 水産学校規程（文部省令第16号）が公布される。
  - それまで水産学校は農業学校規定に従っていたが、水産学校規定の公布により、農業学校とは種類が別となる。
- 1903年（明治36年）3月27日 - 専門学校令の公布と同時に実業学校令が改正される。
  - 程度の高い実業学校を実業専門学校とし、この種の学校は専門学校令の規定に従うこととなる。
- 1920年（大正9年）12月16日 - 実業学校令が改正される。
  - 第1条の目的の規定に、「徳性の涵養」が付け加えられる。
  - 設置者に商工会議所、農会、その他これに準ずる公共団体を加える。
  - 職員の名称・待遇を中等学校に準ずることとする。
- 1921年（大正10年）
  - この年 - 実業諸学校規程も改正され、従来の甲種・乙種の学校の区別が廃止、学科の改善・実習の充実が規定されて教育内容・方法が整備される。
  - 1月 -職業学校規程が制定され、従来の実業学校とは別に、社会状勢に応じてその他の実業教育を行う職業学校が認められる。
    - 入学資格を尋常小学校卒業程度、修業年限を2年以上4年以内とする。
    - 裁縫・手芸・料理・写真・簿記・通信その他各種の職業に関するの学科の設置が可能。
- 1924年（大正13年）- 「実業学校卒業者を中学校卒業者と同等以上の学力をもつものと認める」という文部省告示が出される。
- 1943年（昭和18年）
  - 3月2日 - 実業学校規程の公布に伴い、工業学校規程・農業学校規程・商業学校規程・商船学校規程・水産学校規程・職業学校規程が廃止される。但し、商船学校の修業年限に関しては別に定められた。
  - 4月1日 - 中等学校令により、中学校・高等女学校・実業学校の3種の学校が中等学校（旧制）として同じ制度で統一される。
    - この時の入学生から修業年限が4年となる。
    - 中学校から実業学校への転校、第3学年以下で実業学校の生徒が中学校に転校することを認める。

  - 10月12日 - 戦況悪化により、「教育ニ関スル戦時非常措置方策」が閣議決定される。
    - 一般学生の徴兵猶予が停止される。
    - 修業年限4年の施行時期を繰り上げて1945年（昭和20年）3月から実施することを決定（中等学校令公布以前の1941年（昭和16年）入学生にも修業年限4年を適用）。
    - 実業学校の整理・統合が断行され、男子商業学校が工業学校・農業学校・女子商業学校へ転換[注釈 2]される。

  - 11月1日 - 官立商船学校が文部省から運輸通信省（のちの運輸省）へ移管される。
- 1945年（昭和20年） 
  - 3月 - 決戦教育措置要綱[注釈 3]が閣議決定され、昭和20年度（同年4月から翌3月末まで）授業が停止されることとなる。1941年（昭和16年）入学生に修業年限4年が適用され、4・5年生（1941年（昭和16年）入学生・1940年（昭和15年）入学生）合同の卒業式が行われる。
  - 5月22日 - 戦時教育令が公布され、授業を無期限で停止することが法制化される。
  - 8月15日 - 終戦。
  - 8月21日 - 文部省により戦時教育令の廃止が決定され、同年9月から授業が再開されることとなる。
  - 9月12日 - 文部省により戦時教育を平時教育へ転換させることについての緊急事項が指示される。
- 1946年（昭和21年） - 修業年限が5年となる。工業学校などに転換していた男子商業学校が復活する。
- 1947年（昭和22年）4月 - 学制改革（六・三制の実施、新制中学校の発足）
  - 実業学校の生徒募集が停止される。
  - 新制中学校が併設され（以下・併設中学校）、実業学校1・2年修了者を新制中学校2・3年として収容する。
  - 併設中学校は経過措置として暫定的に設置されたため、新たに生徒募集は行われず（1年生不在）、在校生が2・3年生のみの中学校であった。ただし私立に関しては募集を継続し、現在まで中高一貫校として存続している学校もある。
  - 実業学校3・4年修了者はそのまま実業学校4・5年生として在籍（4年で卒業することもできた）。
- 1948年（昭和23年）4月 - 学制改革（六・三・三制の実施、新制高等学校の発足）
  - 実業学校が廃止され、新制実業高等学校（工業高等学校・農業高等学校・商業高等学校・水産高等学校など）が発足。
    - 実業学校卒業生（希望者）を新制高校3年生として、実業学校4年修了者を新制高校2年生として編入。
    - 併設中学校卒業生を新制高校1年生として収容。
    - 併設中学校は新制高等学校に継承され、在校生が1946年（昭和21年）に旧制実業学校へ最後に入学した3年生のみ（1・2年不在）となる。ただし私立に関しては募集を継続し、現在まで中高一貫校として存続している学校もある。

  - 運輸省所管の商船学校、逓信省所管の無線電信講習所は、この時点では新制高校に転換されなかった。
- 1948年（昭和23年）以降 - 高校三原則に基づき、旧制中学校や高等女学校を前身とする高等学校と統合されるなどして、総合制高等学校となる学校が増える。
  - 総合制高等学校を構成する実業科（工業科・農業科・商業科・水産科など）となる。
  - 総合制高等学校となったものの、数年たってから実業科が分離して再び実業高等学校に戻る学校が多かった。
- 1949年（昭和24年）3月31日 - 最後の卒業生を送り出し、併設中学校が廃止される。
  - ただし私立の高等学校は併設中学校を廃止せずに、現在でも中高一貫校として存続している学校もある。
- 1949年（昭和24年）5月31日 - 前年8月に逓信省から文部省に移管された無線電信講習所のうち、中央校を除く3校[注釈 4]が新制の電波高等学校(国立)に転換される。
- 1951年（昭和26年）4月1日 - 商船学校[注釈 5]が運輸省から文部省に移管されるとともに、新制の商船高等学校(国立)に転換される。

## 一覧
- 旧制における各都道府県の実業学校の一覧については旧制中等教育学校の一覧を参照のこと。